# WD 1425+540
WD 1425+540は、地球から見てうしかい座の方向に約190光年離れた位置にある白色矮星である。

## 特徴
WD 1425+540は、恒星がすでに主系列星と段階を終えて、残骸として残る天体である白色矮星である。表面温度は14,490Kである。WD 1425+540が主系列星だった頃は、太陽の約2倍の質量と約10倍の光度を持っていたと考えられている。
2,240au離れた位置に、「NLTT 37441」と呼ばれるK型主系列星があり、固有運動がWD 1425+540と一致しているため、NLTT 37441はWD 1425+540の伴星であるとされている。

## オールトの雲の可能性

エッジワース・カイパーベルトとオールトの雲の模式図。

2017年、许偲艺らの研究チームがハッブル宇宙望遠鏡でWD 1425+540のスペクトルを分析した結果、WD 1425+540の表面には、炭素や窒素、酸素、マグネシウム、ケイ素、硫黄、カルシウム、鉄が含まれている事が分かった。これらの元素の割合や含有量を測定した結果、ハレー彗星の核の成分とほぼ同じである事が判明した。これまで、小惑星帯のような、岩石質の小天体から成る領域がを持つ白色矮星はいくつか発見されていたが、今回の発見は、その小天体が岩石質ではなく、彗星の核である可能性を示唆している。このような彗星の核が集まる領域として、太陽系では、エッジワース・カイパーベルトやオールトの雲と呼ばれるものがある。WD 1425+540は太陽系以外で、エッジワース・カイパーベルト、あるいはオールトの雲のような、彗星の核から成る構造が直接発見された、最初の天体である。